# جوناثان تومسون
جوناثان تومسون (بالإنجليزية: Jonathan Thompson)‏ هو مصرفي أمريكي، ولد في 7 ديسمبر 1773، وتوفي في 30 ديسمبر 1846.